# ميكائيل فرونتزيك
ميكائيل فرونتزيك (بالألمانية: Michael Frontzeck)‏ (26 مارس 1964 مونشنغلادباخ ألمانيا - ) هو لاعب كرة قدم ألماني، يلعب كمدافع، شارك في بطولة أمم أوروبا 1992.

## مسيرته الكروية
لعب ميكائيل فرونتزيك خلال مسيرته الاحترافية مع 5 أندية في عشرون موسمًا وسجل خلالها 39 هدفًا ضمن 513 مباراة. ولم يفز بأي موسم بالكأس وفاز موسم واحد بالدوري.
خاض ميكائيل فرونتزيك مسيرته مع نادي بوروسيا مونشنغلادباخ في موسم 1983–84 في المرة الأولى ليلعب معه سبعة مواسم ثم في موسم 1998–99 ولمدة موسمين، مشاركًا طوالها في 238 مباراة سجل خلالها 18 هدفًا. ثم انتقل إلى نادي شتوتغارت في موسم 1989–90 ليلعب معه خمسة مواسم، حيث شارك في 163 مباراة سجل خلالها 16 هدفًا. لينتقل بعدها إلى نادي بوخوم في موسم 1994–95 لمدة موسم واحد، مشاركًا في 28 مباراة سجل خلالها هدفين. ثم انتقل إلى نادي مانشستر سيتي في موسم 1995–96 ولمدة موسمين، مشاركًا في 23 مباراة ولم يسجل أي هدف. هذا وانتقل لاحقًا إلى نادي فرايبورغ في موسم 1996–97 واستمر معه طيلة ثلاثة مواسم، مشاركًا في 61 مباراة سجل خلالها 3 أهداف.

## وصلات خارجية
ميكائيل فرونتزيك على موقع قاعدة بيانات كرة القدم.إي يو (الإنجليزية)
- ميكائيل فرونتزيك على موقع بيانات كرة القدم. دي إي (الألمانية)
- ميكائيل فرونتزيك على موقع ناشيونال فوتبول تيمز (الإنجليزية)
- ميكائيل فرونتزيك على موقع Soccerway.com (الإنجليزية)
- ميكائيل فرونتزيك على موقع عالم كرة القدم.نت (الإنجليزية)